# Gustav Helsted
Gustav Carl Helsted, född den 30 januari 1857 i Köpenhamn, död där den 1 mars 1924, var en dansk tonsättare, son till Carl Helsted, brorson till Edvard Helsted.
Helsted, som var organist, först i Valby och från 1916 vid Vor Frue kirke i Köpenhamn, och lärare i musikteori vid konservatoriet, komponerade kammarmusik och vokala verk med mera i starkt individualistisk och modernistisk riktning.

## Utmärkelser
- Riddare av Dannebrogorden,  1917[3]

[Redigera Wikidata]